# Tanistry

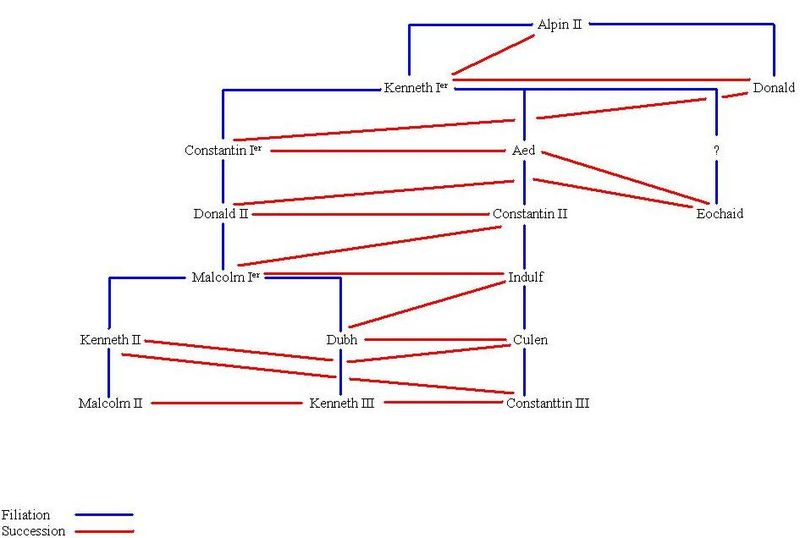
Ilustração do sistema

O Tanistry era um sistema para herdar terras e títulos. Neste sistema, o tanista (em irlandês: Tánaiste; em gaélico escocês: Tànaiste; em manx: Tanishtagh) era o nome pelo qual se designava o herdeiro presuntivo de um monarca reinante, ou o segundo no comando, entre as dinastias reais irlandesas do ramo paterno da Irlanda, Escócia e Man, acontecerá na liderança ou, no reinado.

## Origens
O nome - originário do irlandês Tana, que significa honra, autoridade - perdura nos títulos do primeiro-ministro irlandês, Taoiseach, e do vice-primeiro-ministro, Tánaiste.